# Friedrich Wilhelm III. (Sachsen-Altenburg)

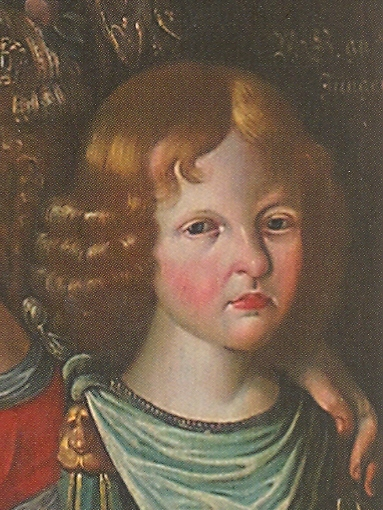
Friedrich Wilhelm III. von Sachsen-Altenburg

Friedrich Wilhelm III. von Sachsen-Altenburg (* 12. Juli 1657 in Altenburg; † 14. April 1672 ebenda) war der letzte Herzog von Sachsen-Altenburg. Mit seinem Tode starb die ältere Linie Sachsen-Altenburg, nicht zu verwechseln mit der gleichnamigen jüngeren Linie, aus.

## Leben
Friedrich Wilhelm war ein Sohn aus der zweiten Ehe von Herzog Friedrich Wilhelm II. von Sachsen-Altenburg mit der Prinzessin Magdalena Sibylle von Sachsen. Friedrich Wilhelm III. folgte im Alter von 12 Jahren seinem Vater Friedrich Wilhelm II. als Herzog von Sachsen-Altenburg. Seine Regentschaft wurde über eine Vormundschaftsregelung von Kurfürst Johann Georg II. von Sachsen und Herzog Moritz von Sachsen-Zeitz geregelt. Erst 14 Jahre alt, verstarb der junge Herzog am 14. April 1672 an den „Kindsblattern“ (Pocken) kurz nach der Rückkehr von einer Reise nach Dresden. Seine Beisetzung in der väterlichen Gruft der Altenburger Schlosskirche erfolgte am 17. Juli.
Mit ihm erlosch die erst 1603 gestiftete, ältere Linie Sachsen-Altenburg im Mannesstamm.
Die Nachfolge trat Ernst I. von Sachsen-Gotha, der Fromme, an, aufgrund der testamentarischen Bestimmung Friedrich Wilhelms II., dass der älteste Agnat allein erben solle. Allerdings erkaufte sich Ernst der Fromme das Stillhalten der ebenfalls erbberechtigten ernestinischen Linie Sachsen-Weimar mit der Abtretung von sechs Ämtern sowie anderen Gütern und Rechten (etwa ein Viertel des Territoriums) – wie er aber betonte, gutwillig und aus freien Stücken.